# Punt calent
|  | Per a altres significats, vegeu «punt calent de biodiversitat». |

Localització dels principals punts calents.

Un punt calent - també conegut per l'anglicisme hot spot - en geologia, és una àrea localitzada de l'astenosfera en la qual les temperatures són anormalment més elevades. Això genera extenses acumulacions i columnes de magma, que ascendeix seguint els corrents convectius procedents de les zones pròximes del nucli terrestre.
El punt calent està localitzat en una zona més o menys fixa del mantell superior terrestre. El punt calent és una font que irradia calor i allibera magma cap la part inferior o base de la litosfera. Forma una columna magmàtica ascendent que produeix plomalls quan travessa la litosfera i en la seva superfície origina focus amb surgències de magma.
Al llarg del temps geològic la placa litosfèrica es desplaça sobre un punt calent. Els focus en la superfície es desplacen surant sobre la litosfera, allunyant-se del punt calent del mantell (astenosfera). Aquest fet origina les cadenes de volcans de centenars de quilòmetres com les de les illes Hawaii, les illes Canàries o les illes Aleutianes, però també sobre de l'escorça continental com al Parc Nacional de Yellowstone. L'edat dels volcans que es van generant és inversa al temps de desplaçament de la placa. Es creu que a la Terra hi ha entre 40 i 50 punts calents. El nombre depèn i varia tenint en compte les diferents definicions del que s'entén per punt calent. També es considera que hi ha punts calents sota l'illa d'Islàndia a l'Atlàntic Nord; a la Reunió, a l'oceà Índic i a Àfar, al nord-est d'Etiòpia.
El vulcanisme procedent dels punts calents és diferent del vulcanisme que es produeix en els límits de les plaques tectòniques terrestres. Les principals característiques són les temperatures anormalment més elevades i la producció dels plomalls de mantell.

## Història
Els geòlegs i geofísics mantenen diferents teories sobre el lloc on s'originen els punts calents. La teoria dominant dels punts calents va ser inferida pel geofísic canadenc J. Tuzo Wilson l'any 1963, on s'afirma que els volcans originats pels punts calents són creats en zones profundes i excepcionalment calentes sota el mantell terrestre. Recentment, altres estudis han suggerit que aquests punts també poden existir localitzats en zones menys profundes i que alhora poden canviar lentament de lloc en el temps geològic.